# Методије Почајевски
Методије Почајевски († 1228) је руски светитељ, први игуман Почајевско Успенске лавре.

## Биографија
По предању, монах Методије је дошао из Грчке и подвизавао се на Светој Гори. Године 1213. прошао је близу периферије Почајева. У то време, Свети Методије је имао прилику да се сретне са једним властелинком Туркулом, коме је благословио да подигне манастир. Изградња манастира почела је 1219. године, у којој је у почетку учествовало 12 градитеља. 1220. године манастир је подигнут и освећен у част Преображења Господњег.
Први становници новоподигнутог манастира били су истих 12 неимара, на челу са игуманом Методијем. Свети Методије је често волео да се повлачи на молитву у капели, која се налазила у порти манастира. Методије је марљиво радио за добро манастира, али се две године пре смрти тешко разболео од болести и од тада је ретко излазио из своје капеле.
Умро 3. јуна 1228. године.Трећег дана по смрти братство манастира га је сахранило, положивши на његов гроб камен са натписом: „Овде лежи градитељ и чувар овог светог места“.